# Housaper
Housaper (Armensk: Յուսաբեր, [husɑˈpʰɛɾ, husɑˈbɛɾ]) er en armensk sproget avis der udgives dagligt i Cairo i Egypten. Avisen blev grundlag i 1913.